# Anagapetus thirza
Anagapetus thirza är en nattsländeart som beskrevs av Donald G. Denning 1965. Anagapetus thirza ingår i släktet Anagapetus och familjen stenhusnattsländor. Inga underarter finns listade i Catalogue of Life.